# Josef Hassmann
Josef Hassmann (25 de maio de 1910 - 1 de setembro de 1969) foi um futebolista austríaco. Ele competiu na Copa do Mundo FIFA de 1934, sediada na Itália, na qual a seleção de seu país terminou na quarta colocação dentre os 16 participantes.